# Cæsar Kunwald
Cæsar Kunwald (født 25. juli 1870 i Graz, Østrig, død 26. november 1946 i København) var en kunstmaler med virke i Danmark.
Kunwald blev student fra det evangeliske gymnasium i Budapest i 1887.
Han uddannede sig til ingeniør på Müegyetem med diplom i 1891.
Som kunstmaler var han elev af Ede Balló, Simon Hollosi, I.E. Blanche, C. Cottet og J.P. Laurens.
Kunwald blev gift første gang i 1912 i Budapest med Hedwig Vendel.
I 1934 blev han gift med Ellen Lucinde Benzon i København.
Kunwalds repræsentation på dansk kunstmuseer er begrænset.
Et portræt af Johannes V. Jensen fra 1920 har været udstillet på Johannes V. Jensen Museet.
Kunwald ligger begravet på Ramløse Kirkegård, Helsinge sammen med sin anden hustru.
Cæsar Kunwald var far til arkæologen Georg Kunwald.
- Ung kvinde indhyllet i løse klæder og med blottet bryst
- Portræt af Johannes V. Jensen